# 酒田短期大学
酒田短期大学（日语：／ Sakata Tankidaigaku *），简称酒短，是过去一所位于日本山形县酒田市的私立短期大学。

## 概要

### 简介
- 源流成立于1961年[1]。短期大学为于1966年开办[2]、由学校法人瑞穗学园经营、招生到于2002年[2]、停办于2004年。为男女同校（招収只女学生从1987年到1989年）。

### 历史
- 1966年 东北短期大学成立并同时设置一个学科即经济科[2]。
- 1968年 改校名为酒田短期大学[2]。
- 1987年 开始不招収男学生。
- 1990年 再次开始招収男学生。
- 2002年 招生最后、次年停止招生（正式停办于2004年7月20日[2]）。

## 学校环境
- 校区：在了山形县酒田市[注 1]

## 历任校长
- 圆地与四郎：第一代短期大学校长[3]。

## 组织

### 学科
- 经济科

### 专科
| - 没有 |

### 业余课程
| - 没有 |

### 附属机关
| - 图书馆 - 总合研究所 |

## 相关链接
- 日本短期大学列表